# Not on Drugs
«Not on Drugs» es una canción interpretada por la cantante y compositora sueca Tove Lo, incluida en su primer extended play, Truth Serum, y en su álbum de estudio debut, Queen of the Clouds, ambos de 2014. Lo la compuso con los productores de esta, Alx Reuterskiöld y The Struts. La radio sueca P3 estrenó la canción el 24 de febrero de 2014, como sencillo promocional de Truth Serum. Luego del lanzamiento de Queen of the Clouds, Island Records y Republic Records la enviaron a las estaciones de radio estadounidenses de música alternativa el 25 de noviembre de 2014. Sin embargo, «Not on Drugs» no es considerada parte de la promoción del álbum, ya que sus otros lanzamientos programados fueron cancelados con el fin de promover a «Talking Body», el segundo sencillo del disco.
«Not on Drugs» es una canción de tempo moderado perteneciente a los géneros pop, EDM y electropop; en la letra, Lo compara enamorarse con estar bajo la influencia de las drogas. La artista sostuvo que la pista representa «el inicio positivo» de sus relaciones amorosas. La canción recibió reseñas positivas por parte de los críticos; varios elogiaron la producción y letra, especialmente el estribillo, mientras que otros la consideraron como una de las mejores de Truth Serum. El tema permaneció dos semanas en el ranking de Billboard Twitter Emerging Artists, donde alcanzó el número 19.
Un vídeo musical para «Not on Drugs», dirigido por Rikkard Häggbom, fue publicado el 19 de agosto de 2014, el mismo que se anunció el lanzamiento de Queen of the Clouds. El clip muestra a la cantante interpretando la canción en una habitación blanca mientras que una serie de animaciones por computadora es proyectada en el fondo y bombas de humo de colores explotan a su alrededor. Lo interpretó la pista en diferentes ocasiones, entre ellas en los festivales by:Larm y South by Southwest, en el Notting Hill Arts Club en Londres y el programa estadounidense The Tonight Show Starring Jimmy Fallon. Tiempo después, fue incluida en el repertorio de las primeras giras de la cantante, Queen of the Clouds Tour (2015) y Lady Wood Tour (2017). Marianne Engebretsen versionó «Not on Drugs» el 22 de mayo de 2015 durante la tercera temporada de la versión noruega del concurso de canto The Voice.

## Antecedentes y lanzamiento
Lo compuso «Not on Drugs» junto con Alx Reuterskiöld, Jakob Jerlström y Ludvig Söderberg, con estos últimos dos acreditados como The Struts. Lo la incluyó en su extended play debut, Truth Serum, así como en su primer álbum de estudio, Queen of the Clouds, ambos de 2014. Reuterskiöld también coescribió «Out of Mind» de Truth Serum y «Got Love» de Queen of the Clouds. Sobre su trabajo con el compositor, la cantante sostuvo que: «Es un tipo sueco y la persona más artística que he conocido. Es muy difícil trabajar con él, pero es asombroso, así que lo vale, aun cuando tarde un poco en calmarse». La canción fue grabada en los Warner/Chappell Studios en Estocolmo, y The Struts la produjeron y programaron, además de tocar los teclados y guitarras. Lars Norgren la mezcló, mientras que Björn Engelmann la masterizó en el Cutting Room de Estocolmo. Reuterskiöld además coprodujo el tema y tocó los teclados.
«Not on Drugs» fue inicialmente lanzado como un sencillo promocional de Truth Serum. El 24 de febrero de 2014, la radio sueca P3 lo estrenó y la cantante lo publicó en su cuenta de SoundCloud. Meses después, el sitio web Digital Spy anunció que la pista sería lanzada de forma digital el 31 de agosto de 2014 como el segundo sencillo de Queen of the Clouds. Luego del comunicado, varios periodistas y la propia cantante la consideraron una sucesora «peculiar» e «interesante» de «Habits (Stay High)». Sin embargo, el siguiente mes, el presidente de Island Records David Massey le dijo a la revista Billboard que la disquera todavía no había escogido el segundo sencillo de Queen of the Clouds. Island y Republic Records enviaron a «Not on Drugs» a las estaciones de radio estadounidenses de música alternativa el 25 de noviembre de 2014. Aunado a esto, le programaron un lanzamiento en la radio pop para el 20 de enero de 2015. Sin embargo, ambos sellos anunciaron después que «Talking Body» aparecería en el formato de radio anteriormente mencionado como el segundo sencillo del disco. Pese a esto, «Not on Drugs» no fue removida de las estaciones de radio de música alternativa.

## Inspiración y composición
«Not on Drugs» es la primera pista de Truth Serum. De acuerdo con la cantante, las canciones del EP tratan sobre su relación amorosa más intensa desde el inicio hasta el final de esta, la que empezó de manera «feliz y apasionada». Siguiendo la narrativa de Truth Serum, «Not on Drugs» representa el tiempo donde Lo estaba «realmente enamorada de alguien y [no podía] pensar con claridad» y se sentía «en las nubes» todo el tiempo. Además, la cantante sostuvo que quería escribir una canción feliz y eufórica que representara el inicio positivo de sus relaciones, ya que la mayoría de sus temas tratan sobre decadencia de estas. En una entrevista con MTV del Reino Unido, dijo que: «'Not on Drugs' trata, como la mayoría de mis canciones hasta el momento, sobre el amor. Al menos es acerca del tipo feliz de amor en donde sientes que no hay nada que te pueda llevar más alto que la persona de la que estás [enamorada] y tienes estos sentimientos». «Not on Drugs» también fue incluida en el segmento «The Love» (el amor) de Queen of the Clouds, un álbum conceptual que describe el patrón de las relaciones de la cantante.
«Not on Drugs» es una canción de tempo moderado perteneciente a los géneros pop, EDM y electropop con elementos de la música dubstep. Sus versos «digitalmente alterados» son seguidos por un estribillo «masivo» y «explosivo», «Cariño, por favor escucha, no estoy drogada, ¡solo estoy enamorada!, cariño, ¿no ves que no estoy drogada? ¡solo estoy enamorada!». La canción también incorpora voces de fondo en donde la cantante repite la palabra «Hi-i-gh!». En la letra, Lo compara enamorarse con estar bajo la influencia de las drogas. Hablando sobre la composición de la pista, la cantante comentó que: «Todos los versos son referencias a las drogas. Es comparar una euforia con estar enamorado, que creo que pueden ser la misma cosa». Según Scandipop, la cantante dice en la letra que «no, no está drogada, es todo ese amor asombroso en el que está el que la está elevando». Carrie Battan de Pitchfork opinó que la artista insiste que «está de pie y alcanzando las estrellas– no está drogada, solo está enamorada» en el verso «Estoy arriba con las cometas en un sueño muy azul, vivo en cielo, ven a vivir aquí también». La línea «Soy la reina de las nubes, hice mi sueño realidad» sirvió como inspiración para el título del álbum de estudio debut de la cantante. Tanto Tim Jonze de The Guardian como Jamieson Cox de Time notaron que el mensaje de «Not on Drugs» contrastaba con el de «Habits (Stay High)», canción en la que la artista canta sobre usar drogas con el fin de olvidar a su exnovio.

## Recepción
«Not on Drugs» recibió principalmente reseñas positivas por parte de los críticos. La versión noruega de Gaffa la llamó «una pista que debes escuchar» de Truth Serum, junto con «Habits (Stay High)» y «Out of Mind». Lewis Corner de Digital Spy la incluyó en su lista de catorce canciones subestimadas lanzadas en 2014, y escribió que: «Un estribillo explosivo y sintetizadores retumbantes hacen a "Not on Drugs" uno de los cortes más épicos que Tove ha grabado a la fecha». El periodista Brandley Stern sostuvo que era su favorita de Truth Serum y la llamó una canción trap que es «casi tan perfecta como el pop sueco es». Mike Wass de Idolator opinó que «Not on Drugs» «ofrece un estribillo excelente, letras inteligentes y una voz sensual», mientras que Erica Russell de Ladygunn la llamó una «canción electropop enérgica y fácilmente infecciosa». Chris DeVille de Stereogum consideró que la canción era mejor que «Habits (Stay High)» y que «confirmaba que Lo estaba un escalón más arriba que el resto de estrellas pop nuevas de 2014».
Chad Hillard de Hillydilly escribió: «Ofreciendo la misma calidad de éxito que hemos de esperar de Tove Lo, "Not on Drugs" incluye un estribillo absolutamente masivo que se eleva a través de elementos electrónicos atractivos y la emoción vigorosa encontrada en su voz magnética». Richard S. Chang la ubicó en el número dos de su lista de las mejores canciones de la artista, mientras que Mark Savage de Discopop la consideró la pista destacada de Truth Serum. Evan Ross de And Pop escribió en su reseña de Queen of the Clouds que: «De todas las canciones en el disco, esta parece ser la más acertada sobre lo que es ser joven y enamorado». Jamieson Cox de Time la consideró «épica» y que «es tan buena que es adictiva». Por otro lado, un editor de Juice Online escribió que el tema no era «tan pegajoso como "Habits (Stay High)"». «Not on Drugs» ingresó en el número 26 de la lista de Billboard Twitter Emerging Artists en la edición del 5 de julio de 2014, y abandonó el conteo la siguiente semana. Re-ingresó en el ranking del 13 de septiembre de 2014, donde alcanzó el puesto 19. Hasta diciembre de 2014, «Not on Drugs» había vendido 33 000 descargas digitales en los Estados Unidos.

## Vídeo musical
Rikkard Häggbom dirigió el vídeo musical de «Not on Drugs». La cantante lo publicó en su canal de Vevo y en la iTunes Store el 19 de agosto de 2014, el mismo que anunció el lanzamiento de Queen of the Clouds. El clip presenta a Lo bailando e interpretando la canción en un set de filmación blanco y otros lugares mientras bombas de humo de color explotan a su alrededor. Durante el vídeo, animación generada por computadora es proyectada en el fondo, y el cuerpo de Lo es editado para aparecer distorsionado. En una entrevista con Rolling Stone, la artista dijo que: «Me asfixié con la pintura, el humo me dejó medio ciega, y aquí está mi viaje de tres minutos que muestra la intensidad y locura que siento cuando me enamoro. El tema principal que teníamos en mente al hacer este vídeo era "¿Qué acaba de suceder?" ¡Fue bastante asombroso hacer algo con la parte feliz de mi corazón esta vez!».
El vídeo musical recibió principalmente reseñas positivas. Chad Hillard de Hillydilly escribió que: «la serie de imágenes, claramente fascinante, prueba ser bastante irónica considerando la alegación [de la cantante] de que está alejada de las drogas». Bradley Stern describió el clip como «una aventura caleidoscópica y extrañamente alucinante con varios raros trucos de cámara» y dijo que era «un tratamiento simple pero efectivo». Sin embargo, Mark Savage de Discopop le dio una reseña negativa al vídeo, al decir que: «Es una verdadera lástima que el vídeo de [...] "Not on Drugs", está mal hecho. La edición rara, los peinados más raros, los efectos baratos y las locaciones más baratas son un daño lamentable a la valiente declaración de amor de la canción». Además, el periodista lo consideró «decepcionante» y agregó que «tal vez solo debas cerrar los ojos y disfrutar de la canción». Hasta julio de 2017, había recibido más de 35 millones de visitas en YouTube.

## Presentaciones en vivo

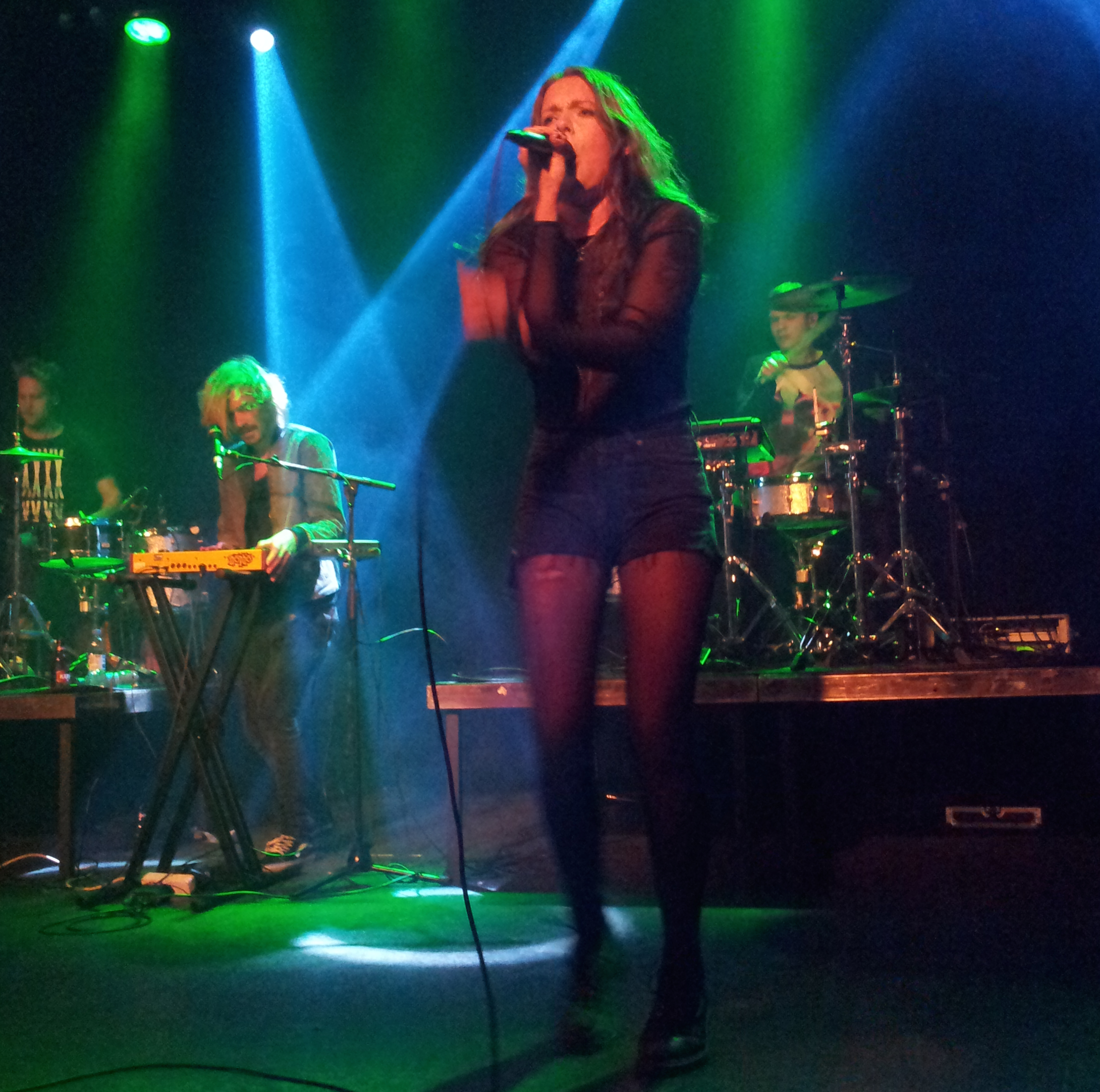
Tove Lo cantando en el Tavastia Club en Helsinki en 2014.

Lo interpretó «Not on Drugs» por primera vez en el especial Eldsjälsgalan el 26 de febrero de 2014. El 27 de febrero de 2014, la artista interpretó la canción en el festival noruego by:Larm. El siguiente mes, la cantó con «Habits (Stay High)» y otro material de Truth Serum en el festival South by Southwest. El 25 de marzo de 2014, la artista interpretó la canción en el Tavastia Club en Helsinki, Finlandia. Lo cantó la pista con otras de Truth Serum y «Run On Love» durante su primera presentación en el Reino Unido, llevada a cabo en el Notting Hill Arts Club de Londres el 2 de abril de 2014. Para el concierto, estuvo acompañada de dos bateristas. Un editor de Discopop sostuvo que estuvo impresionado y que era «muy agradable estar en una presentación pop que involucre tanto el corazón como los sentidos». Por otro lado, Michael Cragg de The Guardian calificó el concierto con cuatro estrellas de cinco y lo consideró un debut impactante.
El 6 de mayo de 2014, la cantante interpretó el mismo repertorio en su presentación en el establecimiento británico Hoxton Square Bar & Kitchen. Dos meses más tarde, interpretó el tema en el programa de televisión estadounidense JBTV. El 16 de julio de 2014, Lo cantó la pista y «Habits (Stay High)» en la estación de radio KROQ-FM. El 1 de octubre, la cantó en el concierto que ofreció en el Webster Hall en Manhattan. El 6 de noviembre de 2014, la artista la interpretó en el programa estadounidense The Tonight Show Starring Jimmy Fallon. El 30 de marzo de 2015, Lo se presentó en la sala de conciertos KOKO en Londres, Reino Unido, e interpretó la canción junto con otras de Truth Serum y Queen of the Clouds. Lo incluyó a «Not on Drugs» en la lista de canciones de sus dos primeras giras, Queen of the Clouds Tour de 2015, y Lady Wood Tour de 2017.

## Créditos y personal
Lugares
- Grabada en los Warner/Chappell Studios, Estocolmo, Suecia.
- Mezclada en los Ramtitam Studios, Estocolmo.
- Masterizada en Cutting Room, Estocolmo.

Personal
- Voz principal – Tove Lo
- Composición – Tove Lo, Alx Reuterskiöld, Jakob Jerlström, Ludvig Söderberg
- Producción – The Struts, Alx Reuterskiöld
- Mezcla –  Lars Norgren
- Programación – The Struts
- Masterización – Björn Engelmann
- Teclado – The Struts, Alx Reuterskiöld
- Guitarras – The Struts

Fuente: Folletos de Truth Serum y Queen of the Clouds.

## Historial de lanzamientos
| País           | Fecha                   | Formato                     | Ref.   |
| -------------- | ----------------------- | --------------------------- | ------ |
| Suecia         | 24 de febrero de 2014   | Radio de música pop         | [ 5 ]  |
| Estados Unidos | 25 de noviembre de 2014 | Radio de música alternativa | [ 12 ] |